# La Alameda (ONG)
La Alameda es una organización no gubernamental argentina, cuyo titular es el político y activista social Gustavo Vera, que lucha contra la trata de personas, trabajo esclavo, explotación infantil, prostitución y narcotráfico. Nacida como una asamblea barrial de la crisis de 2001 tuvo reconocimiento nacional e internacional con las denuncias y escraches a talleres clandestinos (que confeccionan prendas para marcas reconocidas y diseñadores famosos), granjas donde se reducen a servidumbre a personas (el caso del niño Ezequiel Ferreyra que tuvo repercusión de Naciones Unidas) y prostíbulos manejados por importantes políticos y personajes de poder. Su rol protagónico ha logrado modificaciones de legislaciones nacionales y provinciales, como ordenanzas municipales que combaten la trata y trabajo esclavo, como así también asistencia a las víctimas.[cita requerida]

## Historia
La Alameda se llama popularmente a la asamblea “20 de diciembre” del barrio porteño de Parque Avellaneda que nace en plena crisis de 2001 organizando una olla popular a cielo abierto en el parque que con diversas actividades para los vecinos afectados por los altos niveles de pobreza.

## Combate contra el trabajo esclavo y trata laboral
Desde el año 2005 impulsan una campaña de concientización entre costureros bolivianos del barrio acerca de sus derechos laborales y migratorios. A su vez se efectuaban las primeras denuncias contra trabajo esclavo y la trata laboral.
Desde La Alameda se denunciaron más de 113 marcas que utilizaban talleres clandestinos para la confección de su mercadería.

## Marcas denunciadas
1. Kosiuko
2. Montagne
3. Adidas
4. Topper
5. Puma (marca)
6. Claudia Larreta
7. Duffour
8. Martina Di Trento
9. Yagmour
10. Ona Saez
11. Marcela Koury
12. Cheeky
13. Minutos
14. Cueros Chiarini
15. Awada
16. Lacar
17. Graciela Naum
18. Mimo
19. PortSaid
20. Coco Rayado
21. Akiabara
22. Normandie
23. Cueros Crayón
24. Gabucci
25. MUUA
26. Kill
27. Chocolate
28. Rash Surf
29. 47 Street
30. Rusty
31. Bensimon
32. Tavernitti
33. Perdomo
34. Eagle
35. Le Coq Sportif
36. Lacoste
37. Scombro[4]

### Unión de Trabajadores Costureros
En 2005 nace la Unión de Trabajadores Costureros (UTC), instrumento sindical pensado para defender los derechos laborales de los obreros de la industria textil, recuperando el Sindicato de Obreros del Vestido y Afines (SOIVA) a fin de ponerlo al servicio de los trabajadores. Su órgano de difusión es el boletín 8hs Punto.

## Marca propia
Desde la cooperativa 20 de diciembre lanzaron en 2007 su propia marca llamada Mundo Alameda, alentando el consumo responsable de productos libres de trabajo esclavo. En 2009 estrecha lazos con otras cooperativas y lanza junto a ellos No Chains (Sin Cadenas), la primera marca global libre de trabajo esclavo, integrada por Mundo Alameda (Argentina), Dignity Returns (Tailandia), Defend Job (Filipinas), 100% Milik Pekerja (Indonesia) y la Asociación de Mujeres Trabajadores de Hong Kong.

## Fundación Alameda
A partir de 2008 se crea la Fundación Alameda desde la que impulsan denuncias contra la trata y la explotación sexual en los prostíbulos y contra el trabajo esclavo infantil dentro de empresas agropecuarias, como asesoramiento a víctimas y capacitación en DD HH. A lo largo del país la fundación logró que se constituyan nuevas sedes y grupos afines en Río Gallegos, Mar del Plata, Córdoba y Mendoza.

### Denuncias que tomaron estado público
Entre las actividades más destacadas realizadas se encuentran el cierre del barrio de los 36 prostíbulos conocido como "las casitas de tolerancia" de Río Gallegos, el desmantelamiento de más de un centenar de prostíbulos en Mar del Plata, La Alameda denunció red trata de personas en la Ciudad de Buenos Aires. Ha colaborado en la creación de 70 centros de asistencia infantil en Mendoza donde había fuerte trabajo de menores en los campos, las ordenanzas en varios distritos para cierre de prostíbulos, etc. La denuncia contra los talleres textiles clandestinos de la primera dama Juliana Awada, los vínculos del exmiembro de la Secretaría de Inteligencia (SIDE) y zar de la trata y proxenetismo Raúl Martíns en el financiamiento de la campaña de Mauricio Macri, exjefe de Contrainteligencia de la SIDE Jaime Stiusso por enriquecimiento ílicito, el o las grandes marcas de ropa nacionales, Kosiuko, SOHO, o los grande modistas como Graciela Naum (que proveía a Máxima Zorreguieta), e internacionales incluyendo a Zara, Puma y Adidas, implicadas en la trata y la esclavitud. Denunció a la firma Cheeky por tener talleres clandestinos donde 13 personas eran sometidas a la servidumbre y el hacinamiento.
 y la muerte de dos niños carbonizados en un taller textil clandestino, que abastecían a Juliana Awada. La Alameda" junto con Lorena Cristina Martins denunciaron ante el juzgado federal de Norberto Oyarbide, a Raúl Martins Coggiola, implicandolo en la promoción y facilitación de la prostitución, y trata de personas.

### Agenda Oculta
A mediados de 2012 y celebrando los 10 años de vida como ONG, la Fundación Alameda lanza el portal de noticias Agenda Oculta en la que escriben distintos columnistas sobre temas que no se encuentran en su mayoría dentro de los medios masivos de comunicación.

## Ramas de la Asamblea 20 de diciembre
| Centro comunitario                                                                  | Cooperativa de trabajo                                              | UTC (Unión de Trabajadores Costureros)                           | Fundación Alameda |
| Comedor comunitario, taller de cerámica, apoyo escolar, biblioteca temática popular | Emprendimiento textil (Mundo Alameda-No Chains), taller de cerámica | Rama sindical: Atención jurídica gratuita, asesoramiento gremial | Investigación y denuncia de trabajo esclavo/infantil y trata de personas. Orientación a las víctimas. Capacitación en DD HH AGENDA OCULTA |

## Acción política
El 15 de diciembre de 2014 La Alameda lanzó el Movimiento para el Bien Común con Gustavo Vera como precandidato a Jefe de Gobierno de la Ciudad Autónoma de Buenos Aires.
Este Movimiento es un frente político conformado inicialmente entre La Alameda, el Partido de la Cultura, la Educación y el Trabajo, impulsado por la CGT) que lidera localmente Julio Piumato, el Partido Demócrata Cristiano de CABA que conduce Carlos Traboulsi y el Partido de la Seguridad Social.